# 樋口公一
樋口 公一（ひぐち こういち、1942年3月11日 - ）は、日本の実業家である。グッドウィル・グループ（現 プロンプトホールディングス←ラディアホールディングス）株式会社の元執行役員、株式会社コムスンの元代表取締役社長。

## 来歴
- 1960年（昭和35年）3月 - 山形県立米沢興譲館高等学校卒業。
- 1960年（昭和35年）4月 - 株式会社ワンビシ産業入社。
- 1996年（平成8年）10月 - 株式会社日本介護サービスを設立し、代表取締役社長に就任。
- 1999年（平成11年）12月 - 株式会社コムスン取締役就任。
- 2000年（平成12年）3月 - 株式会社コムスン取締役相談役就任。
- 2000年（平成12年）7月 - 株式会社コムスン取締役 兼 副会長就任。
- 2000年（平成12年）9月 - 株式会社コムスン代表取締役社長 兼 最高執行責任者（COO）就任。
- 2004年（平成16年）4月 - グッドウィル・グループ株式会社執行役員就任。
- 2007年（平成19年）12月 - 株式会社コムスン代表取締役社長 兼 最高執行責任者（COO）、グッドウィル・グループ株式会社執行役員を辞任。

| スタブアイコン | サブスタブ | この項目は、まだ閲覧者の調べものの参照としては役立たない、人物に関連した書きかけの項目です。この項目を加筆・訂正などしてくださる協力者を求めています（P:人物伝/PJ:人物伝）。 |